# 嘆きの七英雄
『嘆きの七英雄』（なげきのしちえいゆう）は、RPGツクールMV製のロールプレイングゲーム。2020年1月30日にプリシーで初公開
最新Verは2022年10月1日公開のVer4.50となっている

## 概要
2019年10月開発開始。
ゲーム内には短編小説やバーチャルYoutuberコラボイベントなどが登場　ゲームに登場する小説はオーディションにより決定

## ゲーム内容

### 戦闘システム
アクティブタイムバトルシステム方式が採用されている プレイヤーが操作するキャラクター及びモンスターの行動待ち時間がウェイトゲージによって視覚的に表示されている

## 登場人物
ミリア・フォールン
本作の主人公。四大国家のうちの１つ、「王都フォデン」に住む冒険者。自らの記憶の奥底に眠る、約束を追い求める
ウルガ
ワーウルフの里で暮らしていた武闘家。里に迷い人を招き入れたことで同族は全滅し、ただその無念をはらすためその人間を追っている。目と毛並みが黒いゆえ、村からは魔狼と恐れられ離れに住んでいたという
ルヴィン・アルカン
四大国家「ストレア協国」の生まれ。彼が手にしている本「テリス」は不思議な力を持ち、本人の寿命の時間という概念を消し去る。ミリアや仲間達と会っていくうちに、テリスの本当の力の意味を知っていく
セレーナ・デュオニス
大聖樹の森の守り手であり、精霊王アルムの娘。４０００年もの間、守り続けてきた森でミリア達と出会う
リーヴァ
竜の始祖バハムートの孫。数少ないエンシェントドラゴンの末裔で、この世にたった３匹しか存在しない
ラピ
かつて古代人が生活していた古代文明、「空中都市 エターナル」で生まれる。しかし、ある事件が起こり、ラピは４０００年の眠りについた・・・
シルドラス
遥か昔から存在する魔族。魔人を甦えらせる画策をもくろみ、何かを企んでいるようだ

## 受賞
フリーゲーム大賞2020にて大賞を受賞
PLiCy ゲームコンテスト2022にて敢闘賞を受賞